# Bacillus subtilis
Bacillus subtilis (česky někdy bacil senný) je grampozitivní sporulující aerobní bakterie. Je nepatogenní a žije v půdě.
Patří mezi bakterie, které na těžký nedostatek výživných látek odpovídají tvorbou endospóry – morfologicky odlišného typu buňky. Termín endospóra je v užším smyslu vyhrazen pro útvary tvořené bacily a klostridiemi, ačkoli podobné spóry produkují i streptomycety. Endospóra je metabolicky stagnující a vůči podmínkám prostředí velmi odolná buňka schopná přežít teplotní extrémy, sucho a vysokou dávky ionizujícího záření. Odhadovaná životnost endospóry se pohybuje mezi tisíci až miliony let. Proces opětovné přeměny endospóry na metabolicky činnou bakterii se nazývá germinace neboli pučení. Díky známému genomu, nepatogénnosti a vnější membráně bez obsahu lipopolysacharidů je Bacillus subtilis používaný k průmyslové produkci rekombinantních proteinů.

## Sporulace
Sporulace začíná asymetrickým dělením, kterým vzniká větší mateřská buňka a menší prespóra. Odděluje je přepážka (septum), která je podobná přepážce při běžné amitóze, avšak má tenčí vrstvu peptidoglykanu. Mnohé proteiny lokalizované v přepážce jsou specifické pouze pro jednu z jejích stran. Přepážka se postupně zakřivuje a prespóra uvnitř mateřské buňky se jí nakonec zcela obalí. Zvláštní je, že septum je téměř hotové před dokončením segregace bakteriálního chromozomu, takže prespóra zpočátku obsahuje pouze jednu třetinu chromozomu blíže k replikačnímu počátku. Po segregaci DNA spóry začne její mateřská buňka poskytovat živiny. Od chvíle, kdy u vznikající spóry nastoupí metabolická dormance a její DNA se stane transkripci inaktivní, mateřská buňka začne pracovat na tvorbě obalů spóry – dává vznik tzv. kůře (cortex), vnitřnímu plášti a vnějšímu plášti. Proces zachycování proteinů budujících tyto obaly prespóry a také jejich schopnost rozlišit "správnou" membránu je stále předmětem intenzivního výzkumu. Na konci celého procesu se mateřská buňka rozloží a uvolní zralou spóru.
Sporulaci nezbytně provází změna genové exprese a to jak před samotným dělením, tak později v obou kompartmentech. Klíčovým transkripčním faktorem v tomto procesu je Spo0A, jehož stav fosforylace určuje jeho schopnost vázat se na promotory a tím regulovat genovou expresi. Sporulace je dále závislá na čtyřech sigma faktorech, z nichž každý rozpoznává specifickou skupinu promotor a tedy přepisuje specifickou skupinu genů. Tyto sigma faktory jsou označeny jako F, G, E, K. První z nich, sigmaF, se v prespóře aktivuje po vytvoření septa a ovládá sekvenční aktivitu ostatních tří sigma faktorů. Jeho aktivace je proto kontrolním bodem celé sporulace.
Mezi nejvýraznější morfologické změny doprovázející sporulaci patří obalení malé buňky membránou uvnitř větší mateřské buňky. Tento krok následuje po zformování septa. Proces vykazuje určité podobnosti s fagocytózou u eukaryotických buněk. Tato analogie však není příliš významná, jelikož sporulující buňky jsou obaleny vrstvou peptidoglykanu, který obalí i prespóry. Peptidoglykan představuje pevné rozdělení obou buněk a je napojen na peptidoglykanové vrstvu tvořící vnější obal komplexu mateřské buňky a prespóry. Mezi mateřskou buňkou a prespórou se nacházejí dvě membrány – vnější membrána, která se začala formovat na straně polárního septa mateřské buňky a vnitřní membrána, jejíž budování započalo na prespórové straně polárního septa. Vnější membrána je zpočátku spojena s cytoplazmatickou membránou, takže proteiny exprimované v mateřské buňce prostupují obě membrány. Plášťové proteiny nejsou mezi sporulujúcimi druhy všeobecně evolučně konzervované a jejich identifikace je technicky náročná.

## Použití v biotechnologiích
B. subtilis patří mezi nejpoužívanější grampozitivní bakterie v průmyslové produkci rekombinantních proteinů. Tedy proteinů nepřirozených pro svůj druh, které jsou uměle vnesené do jeho genomu technikami genové rekombinace. Průmyslové kmeny B. subtilis sekretují mnoho rekombinantních proteinů. Hostitelské kmeny používané pro úspěšnou expresi proteinů jsou často deletované pro geny amyE, APRE, nPro, spollAC, srfC a transformovány pomocí přírodní kompetence. Genom Bacillus subtilis byl osekvenovaný. Nenašla se v něm produkce škodlivých exotoxinů, ani endotoxinů. Proteiny jím vytvořené lze zpracovat jednoduše, bez nutnosti rozrušení buněk nebo chemického zpracování. To má za následek relativně velký a cenově výhodný výtěžek.
Hlavním problémem produkce proteinů v B. subtilis je, že produkuje množství proteáz, z nichž některé rozkládají rekombinantní proteiny. Patří sem sedm známých proteáz, z nichž pět je extracelulárních:
1. Subtilisin (APRE gen) – hlavní alkalická serinová proteáza
2. Neutrální proteáza (nPro) – hlavní metalloproteáza obsahující zinek
3. Malá serinová proteáza (epr) – inhibovaná fenylmetynsulfonyl fluoridem (PMSF) a EDTA
4. Bacilopeptidáza F (BPF) – malá serinová proteáza /esteráza; inhibována PMSF
5. Malá metalloesteráza (MPE)
6. ISP-I – velká intracelulární serinová proteáza vyžadující vápník
7. ISP-II – malá intracelulární serinová proteáza

První dva enzymy jsou zodpovědné za 96–98% extracelulární protázové aktivity. Další výzkumné skupiny oznámily šest až osm extracelulárních proteáz. Kmen B. subtilis vyvinutý pro genové inženýrství má deficit osmi extracelulárních proteáz.